# (2768) Горький
(2768) Горький (лат. Gorky) — типичный астероид главного пояса, открыт 6 сентября 1972 года советским астрономом Людмилой Журавлёвой в Крымской астрофизической обсерватории и 13 июля 1984 года назван в честь писателя Максима Горького.

## Обнаружение и именование
(2768) Горький
Открыт 6 сентября 1972 года в Научном Л. В. Журавлёвой.
Назван в честь Максима Горького, псевдонима выдающегося русского писателя и основоположника советской литературы Алексея Максимовича Пешкова (1868—1936).
Оригинальный текст (англ.)2768 Gorky
Discovered 1972-09-06 by Zhuravleva, L. at Nauchnyj.
Named for Maxim Gorky, pen name of Aleksei Makhsimovich Peshkov (1868—1936), outstanding Russian writer and the founder of Soviet literature.
Источники: DISCOVERY.DB; M.P.C. 8913.

## Орбита

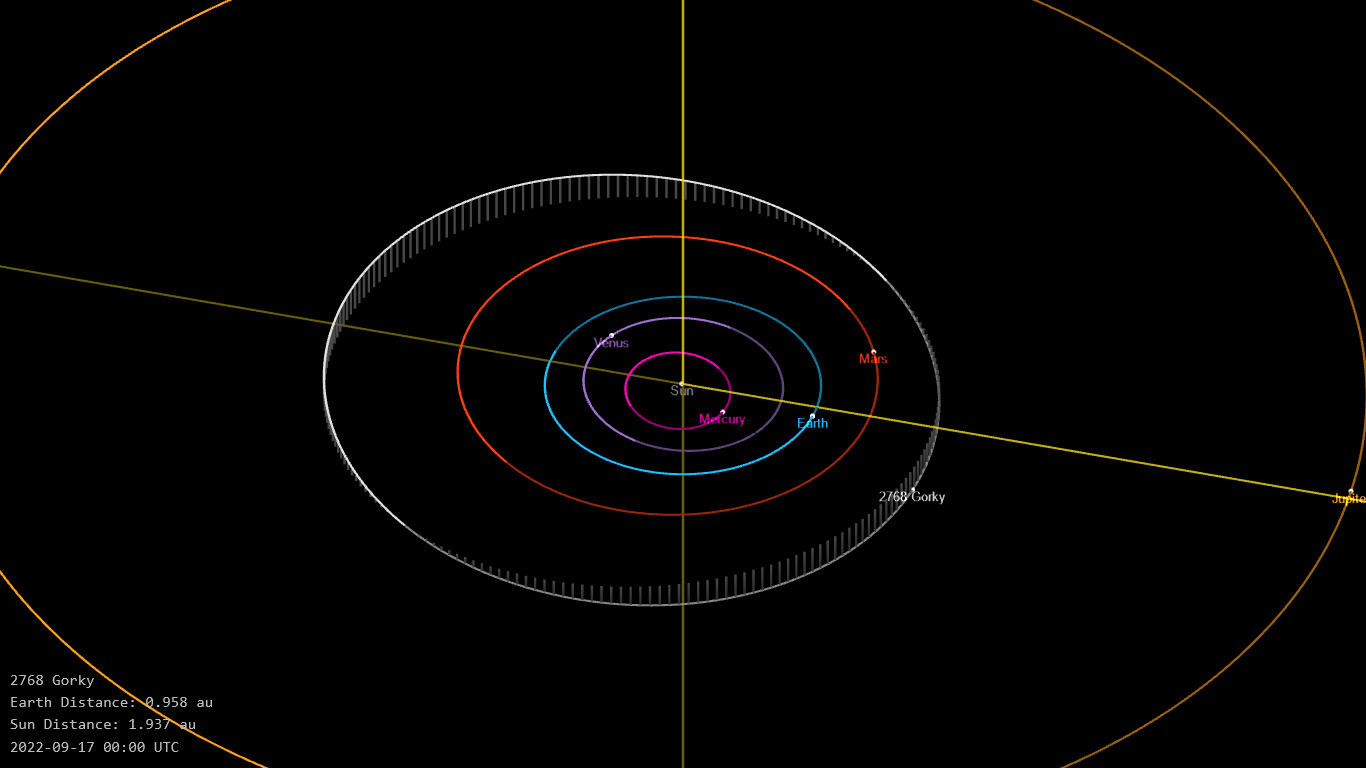
Орбита астероида Горький и его положение в Солнечной системе

## Физические характеристики
Из наблюдений телескопа VISTA следует, что астероид относится к таксономическому классу Xt, а из наблюдений системы Asteroid Terrestrial-impact Last Alert System — к таксономическому классу S.
По результатам наблюдений в видимом и ближнем инфракрасном диапазоне космического телескопа NEOWISE диаметр астероида сначала оценивался равным 10,791±0,088 км, позже — 8,89±0,42 км и 8,224±0,670 км. Согласно тем же источникам альбедо оценивается как 0,2437±0,0458, 0,323±0,067 и 0,079±0,145.